# Sandalus atricornis
Sandalus atricornis is een keversoort uit de familie Rhipiceridae. De wetenschappelijke naam van de soort is voor het eerst geldig gepubliceerd in 1926 door Pic.